# De Bacó
De Bacó es un cultivar de higuera de tipo higo común Ficus carica, bífera es decir con dos cosechas por temporada, las brevas de primavera-verano, y los higos de verano-otoño, de higos de epidermis con color de fondo violeta negro, con sobre color mancha irregular rojizo verdoso en la zona del pedúnculo, con zona de transición de color marrón muy claro, con lenticelas escasas de tamaño medio color rojo. Está cultivada en el Panadés y en el Campo de Tarragona, Cataluña.

## Sinonimia
| - „Figa de Bacor“ en Benisa y Alcoy, - „Figa de Bacò“ en Tarragona, - „Bacona“ en Cassá de la Selva, - „Aubacó“ en islas Baleares, - „Aubacor“ en islas Baleares, - „Albacor“ en islas Baleares, - „Albacora“ en Alboraya y La Serrania, | - „Figa Flor“ en Benimaclet y Alboraya, - „Figues Fior“ en Benimaclet y Alboraya, - „Joanenques“ en Valencia, - „De Sangt de Rossí Negra“ en Valencia, - „Negra Común“ en L'Alforí, Mogente, y Onteniente, - „Secana“ en L'Alforí, Mogente, y Onteniente. |

## Historia
En esta variedad 'De Bacó' se cree que su nombre procede de una deformación del nombre de la variedad 'Albacor' o incluso de "Bacorera":"Breva" en catalán.
La variedad 'De Bacó' se describe en el DCVB ("Diccionari català-valencià-balear").
Hay un antiguo refrán popular que dice,

 Con albaricoques y brevas,

agua no bebas;

pero vino,

todo el que puedas

.

## Características
La higuera 'De Bacó' es una variedad bífera de tipo higo común. Árbol de tamaño mediano. Las hojas son gruesas y de color verde oscuro. Con hojas de 5 lóbulos (50%) que son las mayoritarias, de 3 lóbulos (27%), y con 7 lóbulos (23%). 'De Bacó' es una variedad muy productiva de un rendimiento medio a  bajo de brevas, alto de higos de otoño.
Las brevas 'De Bacó' son frutos apeonzados (de peonza) ligeramente alargados, que presentan frutos simétricos, de un tamaño muy grande con un peso promedio de 61 gramos, de epidermis de color de fondo violeta negro, con sobre color mancha irregular rojizo verdoso en la zona del pedúnculo, con zona de transición de color marrón muy claro, con lenticelas escasas de tamaño medio color rojo, tienen cuello corto y grueso, pedúnculo muy corto de color verde oscuro, escamas pedunculares verdes. Son de consistencia fuerte, piel no es muy fina, con costillas marcadas. Pulpa de color caramelo rosado, poseen un buen contenido de azúcares lo que les da un sabor dulce, y buenas cualidades organolépticas. Son de un inicio de maduración desde 23 de junio a 11 de julio y de rendimiento medio a bajo.
Los higos 'De Bacó' son frutos apeonzados, que presentan frutos simétricos, de un tamaño grande con peso promedio de 42 gramos, de epidermis de color de fondo violeta negro, con sobre color mancha irregular púrpura, con lenticelas escasas de tamaño medio color rojo, tienen cuello corto y grueso, pedúnculo muy corto de color verde oscuro, escamas pedunculares verdes. Son de consistencia fuerte, piel no es muy fina, con costillas marcadas. Pulpa de color caramelo rosado, poseen un contenido alto de azúcares lo que les da un sabor dulce, y buenas cualidades organolépticas. Son de un inicio de maduración del 23 de agosto a 19 de septiembre y de rendimiento alto.

## Cultivo y usos
'De Bacó', es una variedad de higo que además de su uso en alimentación humana también se ha cultivado en el Panadés tradicionalmente para alimentación del ganado porcino. Cultivada principalmente en las comarcas del Panadés y Campo de Tarragona.
Se está tratando de estudiar y mejorar sus cualidades, así como de extender su cultivo de ejemplares cultivados en la finca experimental de cultivos hortofrutícolas Cicytex-Finca La Orden propiedad de la Junta de Extremadura.
Las brevas y los higos tienen buenas cualidades organolépticas para comerlos como frescos, lo que le hace ser una variedad interesante para su cultivo con vistas al consumo en fresco. Higo bueno para hacer mermeladas y como acompañante en diversos guisos y preparados culinarios.